# 최석화 (정치인)
최석화(崔錫和, 1912년 5월 9일 평택 - 1982년 12월 9일)는 대한민국의 국회의원이다.

## 약력
- 보성전문학교 졸업
- 광업
- 면장
- 한국화물자동차주식회사 상무이사

## 역대 선거 결과
|  | 29.56% |

|  | 0% |

## 참고자료
- 《대한민국 의정총람》, 국회의원총람발간위원회, 1994년
- 최석화 - 대한민국헌정회